# NGC 7760
NGC 7760 este o galaxie situată în constelația Pegas. A fost descoperită în 9 octombrie 1790 de către William Herschel. Se află la o distanță de 67,45 de megaparseci de Pământ.